# St. Marien (Ueffeln)
Die Marienkirche im Bramscher Ortsteil Ueffeln ist die Kirche der Kirchengemeinde Ueffeln, die dem Kirchenkreis Bramsche der Evangelisch-lutherischen Landeskirche Hannovers angehört.

## Baugeschichte und Beschreibung
Die frühgotische Saalkirche mit zweijochigem Langhaus, gerade geschlossenem Chor und Westturm wurde in der zweiten Hälfte des 13. Jahrhunderts erbaut. Als Baustoff diente der im nahen Gehn abgebaute Ueffelner Sandstein.
Die Fenster sind spitzbogig. In den Langhausjochen und im Turm befinden sich Kreuzgratgewölbe mit spitzbogigen Gurtbögen, aber ohne Schildbögen, im Chor Kreuzrippengewölbe mit birnstabförmigen Gewölberippen und nachträglich hinzugefügten Schildbögen.
Das spitzbogige Portal in der Südwand des westlichen Langhausjochs ist mit einem birnstabförmig profilierten Gewände ausgestattet. Die äußerste Umrahmung ist mit Skulpturen von unreinen Tieren und Sünde symbolisierenden menschlichen Figuren bedeckt.

## Ausstattung
Ältestes Stück in der Kirche ist der spätromanische Taufstein aus Bentheimer Sandstein (Bentheimer Typ) aus dem 13. Jahrhundert. Der Rokoko-Altar wurde 1767 von Joseph Geitner geschaffen, das Kreuzigungsbild stammt von 1892. Die ursprünglich über dem Altar angebrachte Chororgel aus dem 18. Jahrhundert wurde im 20. Jahrhundert durch einen Aufsatz ersetzt. Aus dem 18. Jahrhundert stammen außerdem die sechseckige, hölzerne Kanzel (1767) sowie ein Gelbguss-Kronleuchter (1717).
Im Langhaus befinden sich mittelalterliche Wandmalereien. Im Gewölbe des mittleren Jochs ist das Weltgericht dargestellt, an der Nordwand des westlichen Jochs die Kreuztragung Christi. Die Malereien stammen aus dem 15. oder frühen 16. Jahrhundert. Sie wurden 1903 bei einer Renovierung der Kirche freigelegt, restauriert und dabei großteils übermalt.

## Glocken
Im Kirchturm ist ein weit hörbares dreistimmiges Geläut aufgehängt.
Bei der Bekanntgabe eines Trauerfalls und während der Beisetzung läutet die Sterbeglocke F (Große Glocke I, 1957). Ihre Aufschrift stammt aus Psalm 90,12: „+ LEHRE UNS ZU BEDENKEN - DASS WIR STERBEN MÜSSEN – AUF DASS WIR KLUG WERDEN +“. Diese Glocke schlägt außerdem weit hörbar zu jeder halben und vollen Stunde.
Die Betglocke G (Mittlere Glocke II, 1957) läutet dreimal täglich: morgens um 07.00 Uhr, 12:00 Uhr mittags und 19:00 Uhr abends. Die Aufschrift wurde aus Jeremia 22,29 gewählt: „+ O LAND – LAND – LAND – HÖRE DES HERRN WORT +“.
Die B-Glocke (Kleine Glocke III, 1926) wird zur Taufe und bei jedem Vorläuten (außer Karfreitag, Buß- und Bettag) zuerst geläutet.

## Orgel
Die Orgel (ursprünglich von 1727) aus der Zeit des Spätbarocks geht auf ein Werk des Osnabrücker Orgelbauers Berning (* 1721) zurück.
Durch Umbauten 1853 und 1920, Reparatur 1936, Neuaufbau 1983 und Instandsetzung 2005 viele Änderungen erfahren. Ein Großteil des heutigen Werkes stammt von Alfred Führer (1963), die Firma Mense Ruiters hat das Instrument 2004 restauriert und die Trompete erneuert.
Disposition:
Manual
Gedackt 8′
Prinzipal 4′
Rohrflöte 4′
Quinte 3′
Oktave 2′
Waldflöte 2′
Sesquialtera 2f.
Mixtur 4f.
Trompete 8′ B/D
Pedal
Subbass 16′
Pedalkoppel

## Turm und Turmuhr
Der Turm der Kirche weist einen quadratisch Grundriss mit schiefergedeckter Turmhelm und achteckig ausgezogener Spitze ausgeführt, bekrönt mit Kugel und Kreuz auf.
Die Zifferblätter der Turmuhr an der Nord- und Südseite wurden 1991 von der Firma Ed. Korfhage & Söhne in Melle-Buer angebracht. Von der gleichen Firma stammt auch die mit einem elektromechanischen Uhrwerk (Model UT 6000) ausgeführte Turmuhr aus dem Jahr 1964. Seit April 2025 wird das Turmdach saniert.

## Bildergalerie

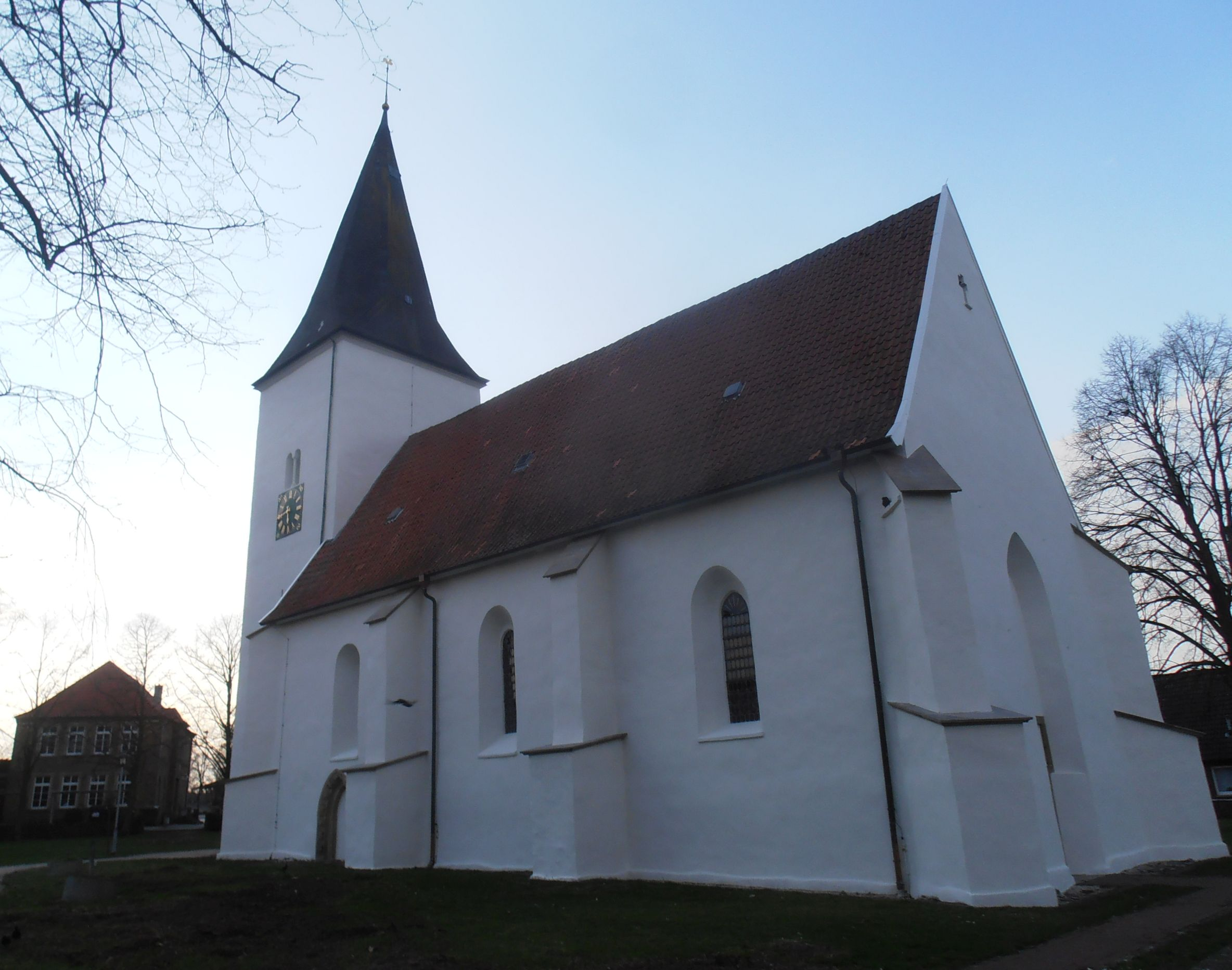
Kirchenschiff Südostansicht
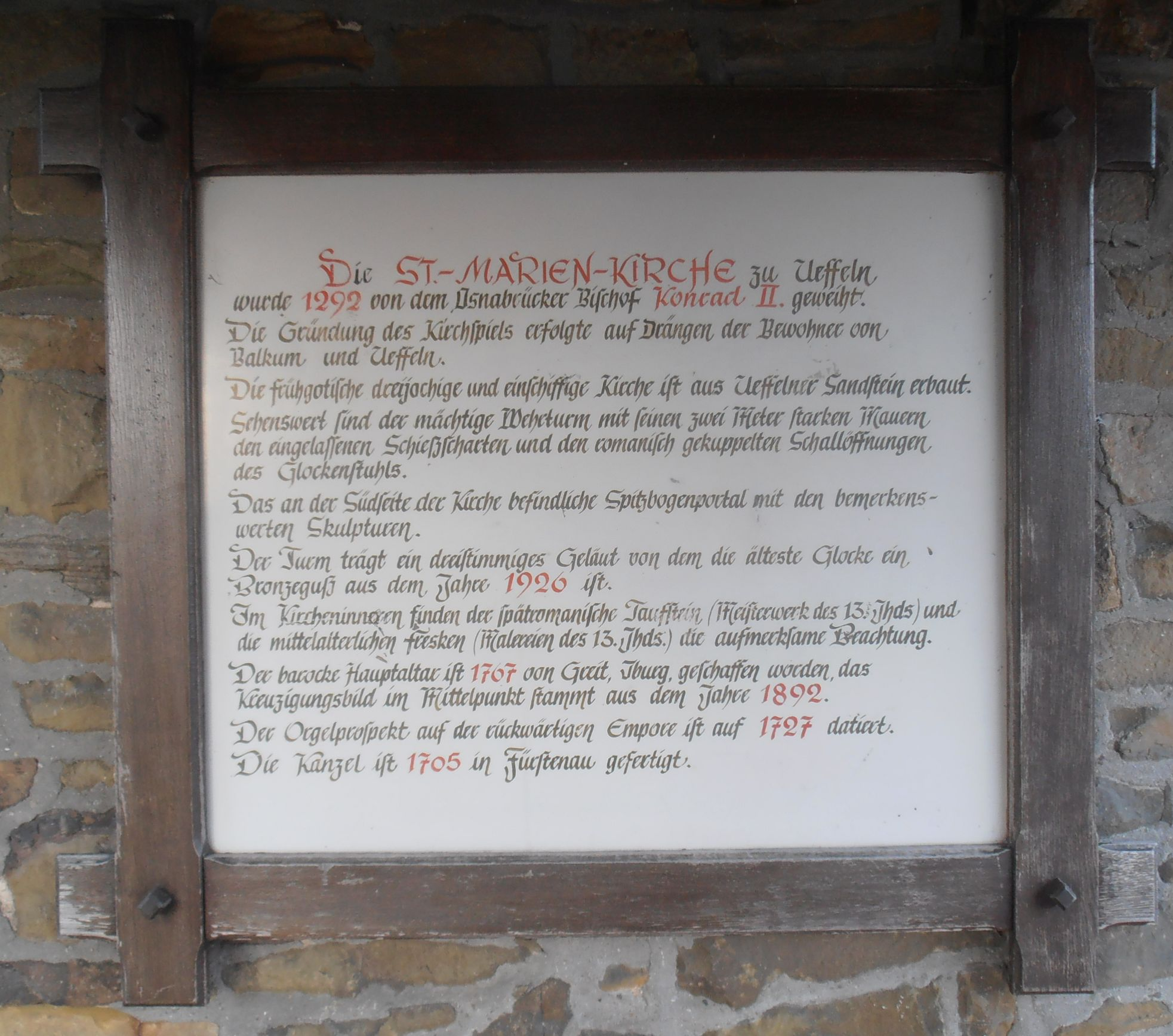
Tafel im Ein-/Ausangstorbogen Südost mit Informationen zur Entstehung
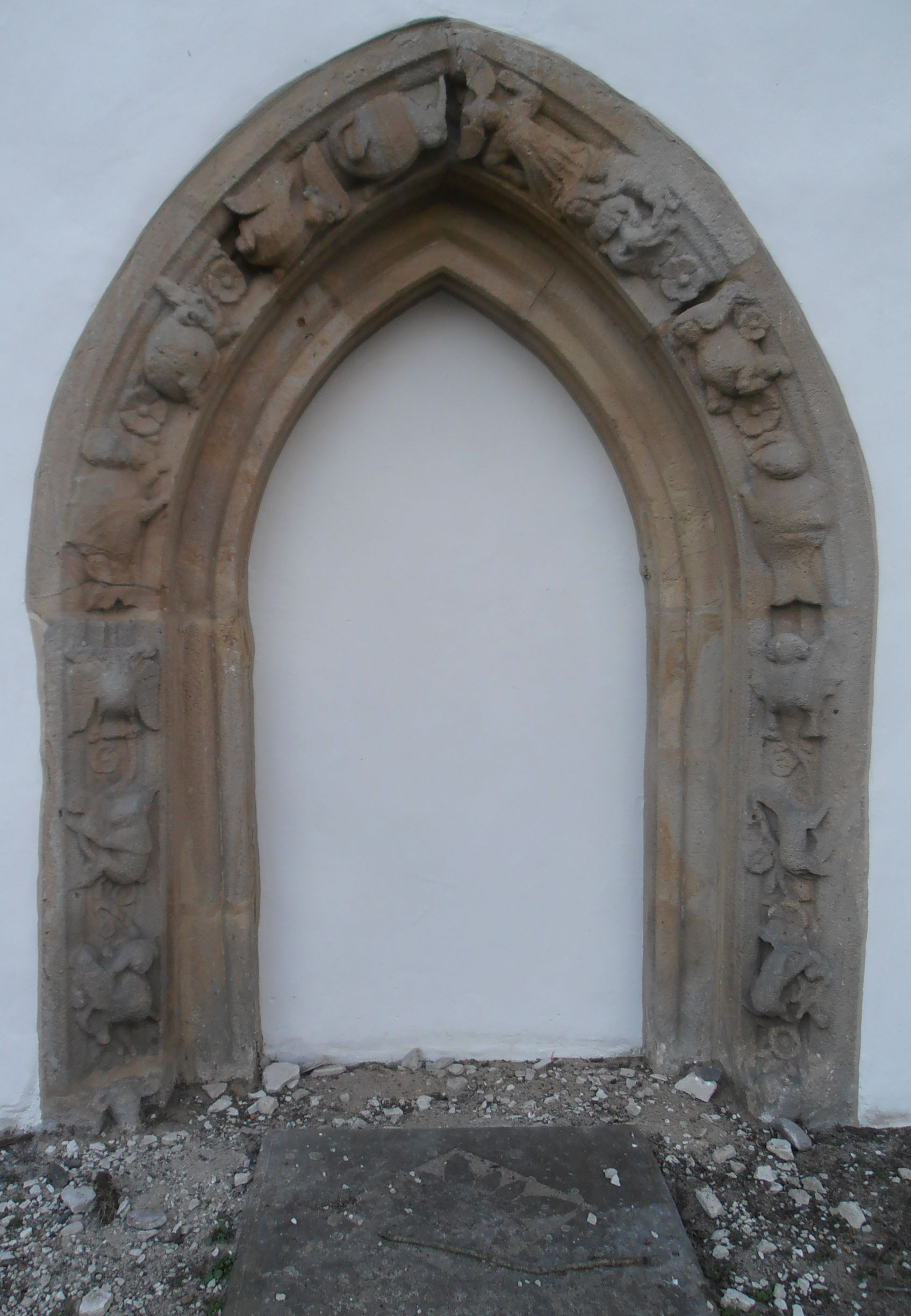
Ehemaliger Einang ins Kirchenschiff an der Südwand
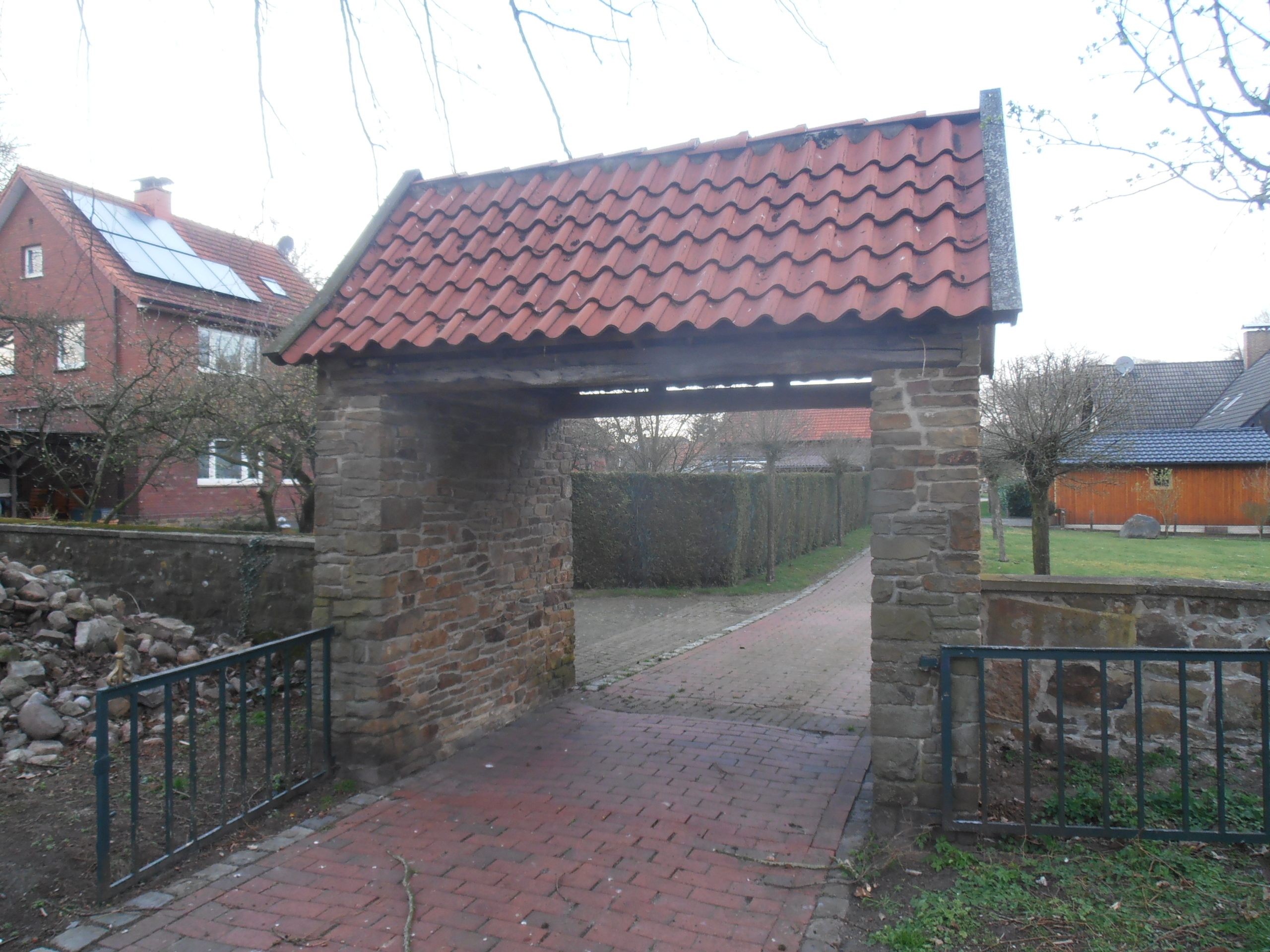
Aus-/Eingangstor Nordwest
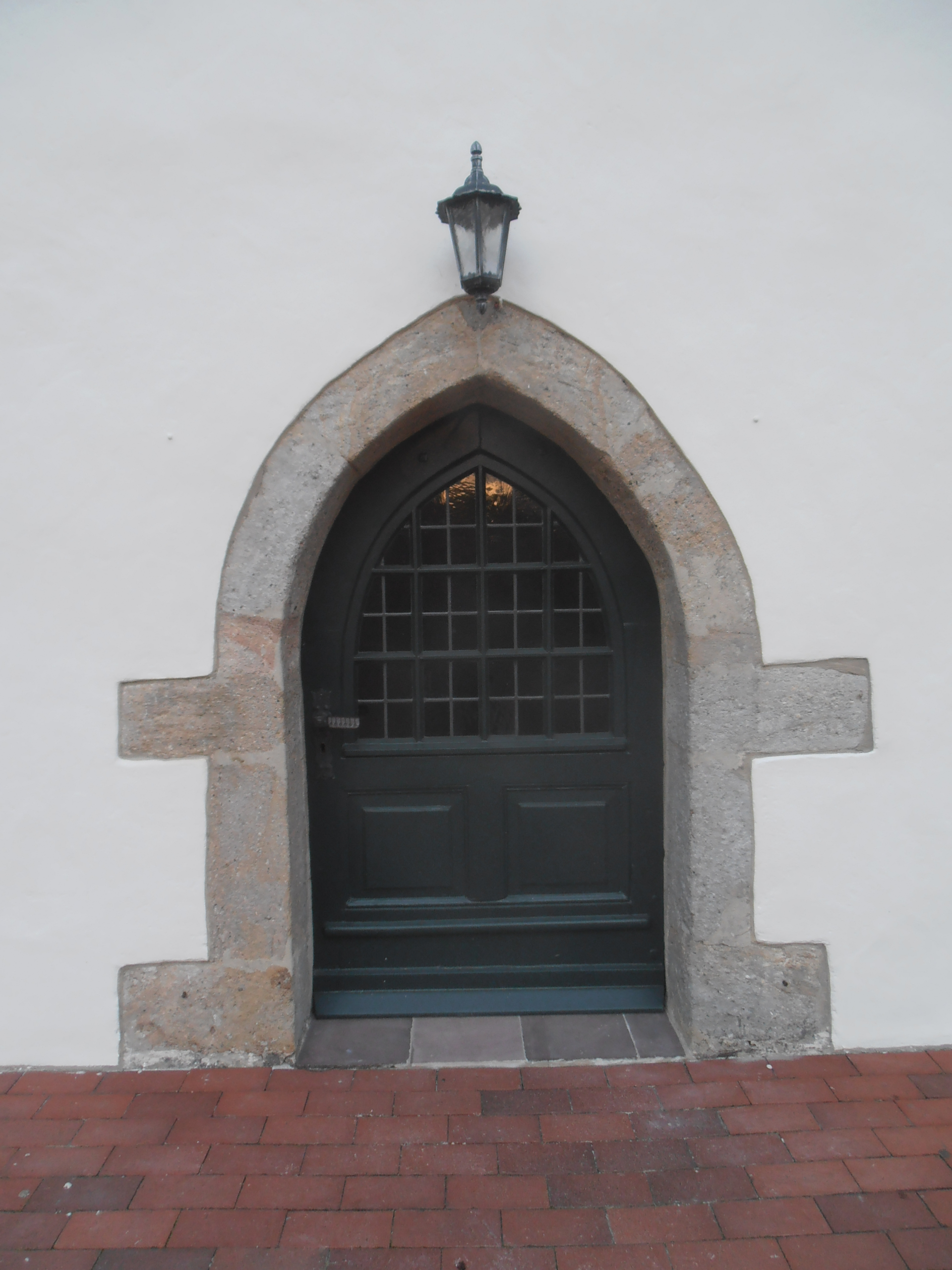
Haupteingang ins Gebäude am Fuße des Kirchturms
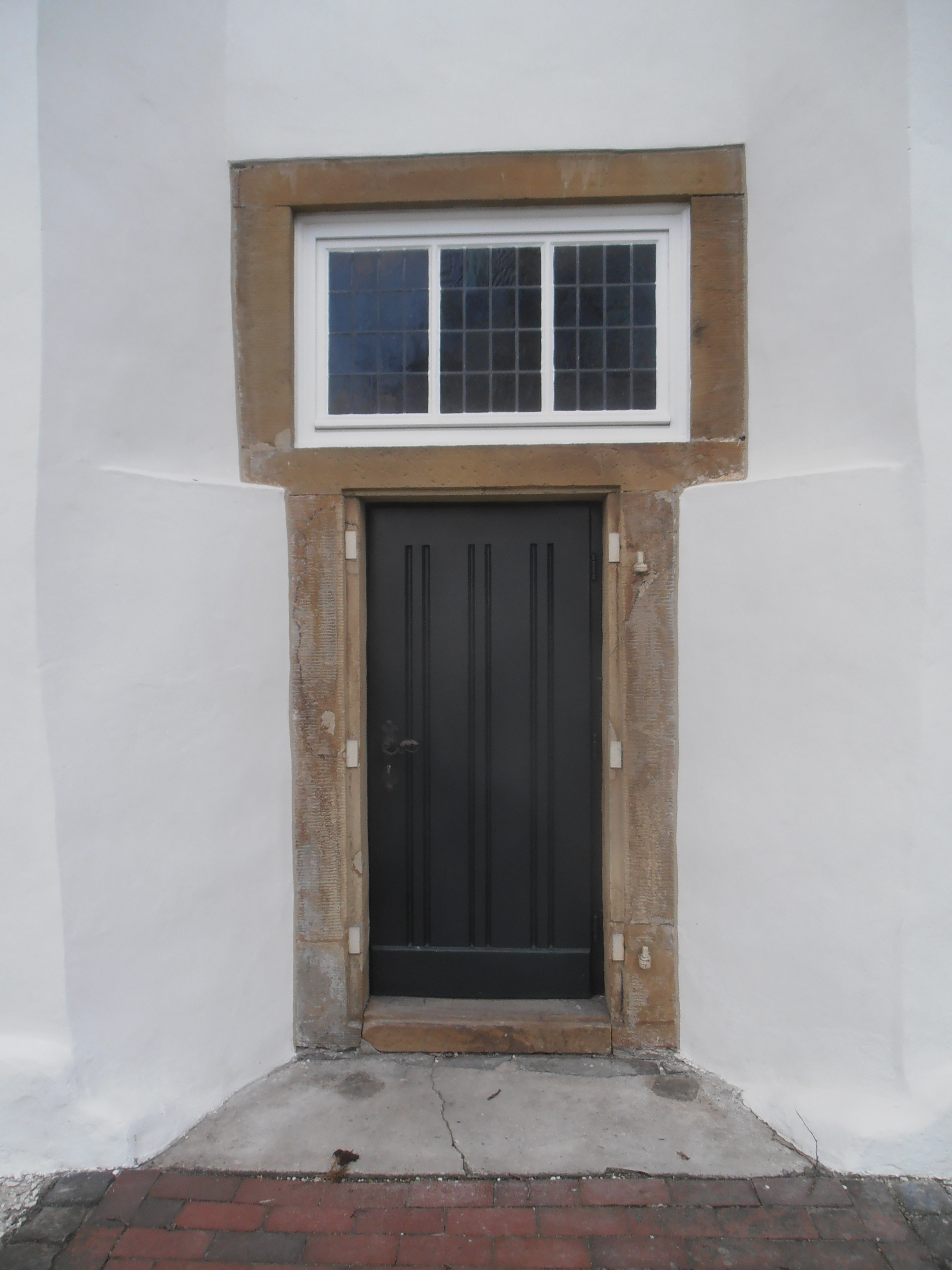
Ausgang aus der Sakristei

## Belege
1. 1 2 3  Dehio, S. 1278.
2. 1 2 3 4  Nöldeke, S. 188 ff.
3. ↑  Lindemeier, Katalog A, S. 45 ff.
4. ↑  Landeskirchliches Archiv Hannover: Kirchengemeindelexikon. In: kirchengemeindelexikon.de. Kirchengemeindelexikon, 1. Juli 2023, abgerufen am 1. Juli 2023.
5. ↑  Ev.-luth. Marienkirchengemeinde Ueffeln Neuenkirchen Merzen: Turmdachsanierung 2025 der St. Marienkirche. Abgerufen am 11. Mai 2025.